# Batimento do oceano
Batimento do oceano é um conto da mitologia hindu. Ele conta a história de uma disputa entre os Devas e os Assuras.

## O conto
Numa época remota, existia um grande Asceta, o Sábio Durvasa.
Um dia, ele estava caminhando com uma guirlanda de flores na mão, que na Índia se chama "Santanaka" para oferecê-la a Indra.
Indra que vinha na posição oposta cavalgando o elefante Airavata, passou pelo sábio e o ignorou. Indra fez com que Airavata pisasse e rasgasse a guirlanda de flores. Durvasa se encheu de ira e rogou uma praga em Indra:
"O orgulho da riqueza subiu à sua cabeça, Lakshmi irá te abandonar."
Então Indra, que havia percebido a loucura que tinha feito, se curvou perante Durvasa e pediu seu perdão. Durvasa disse: "Que Vishnu o faça feliz" e partiu.
Por causa da maldição de Durvasa, Lakshmi deixou Indra e desapareceu. Como Lakshmi, a deusa da prosperidade, poder e coragem, desapareceu, a vida dos Devas se tornou miserável. Os Assuras depois dessa oportunidade, invadiram o paraíso, derrotaram Indra e os Devas em uma guerra e ocuparam o paraíso.
Indra perdeu seu reino e todo seu poder para os Assuras, e os Devas perderam sua imortalidade e seu valor.
Vários anos se passaram. O mestre de Indra, Brihaspati pensou num caminho para acabar com os problemas de Indra. Então ele foi juntamente com os Devas falar com Brahma, que os levou até Vishnu, de acordo com os desejos dos Devas.
Então Vishnu disse: 
"Não tenham medo, eu lhes mostrarei uma maneira, o mar de leite precisa ser agitado. É certamente uma tarefa muito difícil, então façam amizade com os Assuras, e peçam sua ajuda. Usem a montanha Mandara como poste, e Vasuki, o rei das serpentes como corda. Eu irei ajudar na hora certa. Quando o oceano é agitado, o Amrita emerge das profundezas, bebam ele e sejam imortais, vocês ganharam força e poderão derrotar os Assuras. Quando o mar for agitado, Lakshmi que havia desaparecido, reaparecerá e derramará sua graça sobre vós".
Brihaspati foi muito inteligente. Ele foi ter com os Assuras, e com astucidade conseguiu fazer amizade com os mesmos. Então ele pediu que os ajudassem no Batimento do mar de Leite.
Os Assuras aceitaram, porque secretamente queriam o Amrita para eles.
Depois de conseguirem a ajuda dos Assuras, eles começaram a fazer oferendas ao Oceano de leite. Os Devas e os Assuras ofereçeram toda sorte de ervas e plantas para o Oceano.
Todos se juntaram para realizar a tarefa de adquirir o Monte Mandara. Eles alcançaram a planície onde o majestoso monte estava posto. Depois de grande trabalho de cavar, conseguiram desarraigar o monte da terra.
Eles então tentaram carregar a montanha Mandara para o oceano, mas o peso da montanha era demais para eles, muitos morreram e muitos se machucaram. Pouco tempo depois Vishnu chegou e com um olhar ressucitou todos os mortos e curou todos os feridos. Então ele mandou Garuda carregar o monte mandara para o oceano.
Garuda carregou o monte Mandara nas suas costas até a beira-mar, então o imergiu no oceano de leite. Ele amarrou Vasuki o rei das cobras como corda no monte. Os Assuras e os Devas ficaram cada um com uma ponta da serpente, então começaram a bater no oceano.
O batimento continuou por um longo tempo sem que nada emergisse dele, até que o monte começava a deslizar para o fundo do oceano. Os Devas e os Assuras não poderiam continuar com o batimento sem o monte mandara. Até que eles foram abençoados com a Misericórdia de Vishnu.
Vishnu, escutou o choro deles e veio logo ao resgate. Então ele tomou a forma de Kurma, seu Avatar com forma de tartaruga, colocou o monte nas costas e o levou de volta à superfície.
Os Devas e os Assuras respiraram aliviados, pois agora poderiam continuar com o batimento do oceano.
O Batimento do oceano de leite continuou com vigor. Então surgiu do fundo do oceano uma nuvem de fumaça que sufocava os Devas e os Assuras. Então eles começaram a clamar por socorro, pois estavam sem saber o motivo do sufocamento, até que descobriram que o Oceano tinha expelido o "Kalakuta", um veneno mortal. Todos estavam amedrontados diante da ferocidade do veneno. Os Devas oraram fervorosamente por Shiva e esperaram que ele poderia vir para ajudá-los, pois era uma substância que corroía tudo que tocava, e Shiva era o mais resistente dos Deuses.
Shiva escutando o clamor dos Devas, rapidamente veio ao local, então, como foi pedido pelos Devas, Shiva concordou em beber o veneno. Shiva reteve o veneno em sua garganta, e salvou os Devas da destruição. O veneno era muito poderoso, tanto que fez com que a garganta de Shiva ficasse azul, por isso até hoje ele é chamado de "Neel-Kantha", que significa "aquele que tem a garganta azul".
Depois que o veneno foi consumido por Shiva, os Devas e os Assuras continuaram mais uma vez com o Batimento do Oceano de leite. Passado algum tempo com o batimento do oceano, os Presentes Celestiais tomaram forma, o batimento trouxe à tona vários tesouros perdidos:
Sura (deus do vinho);
Chandra (a lua);
Apsarás (ninfas celestiais);
Kaustabha (uma jóia preciosa para o corpo de Vishnu);
Uchchaihshravas (o cavalo divino);
Parijata (a árvore dos desejos);
Kamadhenu (a vaca sagrada);
Dhanvantari (o médico dos deuses);
Airavata (o elefante de quatro trombas);
Panchajanya (concha sagrada de Vishnu);
e Sharanga (o arco invencível)
Continuando com o batimento, no meio das ondas do oceano de leite, uma deusa angelical apareceu, ela estava sentada em cima de um lótus desabrochado com um colar de flores de lótus no pescoço e segurando um lótus na mão. Sua aparição foi a mais atraente de todas. Em sua face havia um sorriso brilhante, era a própria Lakshmi!
Os sábios começaram a entoar cânticos em honra de Lakshmi, enquanto as apsaras dançavam. Os elefantes esguichavam água sagrada nela, ela adquiriu o nome de Gajalakshmi. O rei do oceano apareceu em sua forma natural e revelou que Lakshmi era sua filha. O rei presenteou Lakshmi com jóias e roupas, dando-lhe uma guirlanda de flores de lótus. Quando todos os Devas olhavam surpresos, Lakshmi colocou a guirlanda no pescoço de Vishnu e, a partir daí, começou a habitar seu coração.
Quando Lakshmi olhou para Indra ele logo adquiriu vigor e um brilho extraordinário.
Os Devas e os Assuras continuaram a bater no oceano, até que finalmente Dhanvantari emergiu do mar. Dhanvantari é o médico dos Devas. Ele carrega um pote sagrado nas mãos, esse pote continha o Amrita, néctar que garante imortalidade a quem bebesse.
Quando os Assuras viram o que tinha acontecido, correram e tomaram o pote das mãos de Dhanvantari! Aqui começa a luta entre os Assuras e os Devas. Vishnu que via tudo, resolveu ajudar os Devas. Ele se disfarçou de Mohini. Mohini emergiu do oceano com beleza e graça. Ela chegou para os Assuras e perguntou:

"Porque vocês estão lutando?"
Eles responderam:

"Nós lutamos porque queremos o Amrita!"
Mohini sorrindo disse:

"Não briguem pelo Amrita! Se vocês aceitarem, eu mesmo sirvo ele pra vocês! Façam duas filas, uma de Devas e outra de Assuras!"
Os Assuras encantados aceitaram a proposta, assim como os Devas.
Mohini, com seus truques, serviu veneno aos Assuras e Amrita aos Devas. Os Assuras encantados nem se tocaram do truque que havia sido usado.
Os Devas beberam o Amrita e ganharam imortalidade, então começaram uma guerra com os Assuras, os quais foram derrotados facilmente.